# جایزه نوبل فیزیک

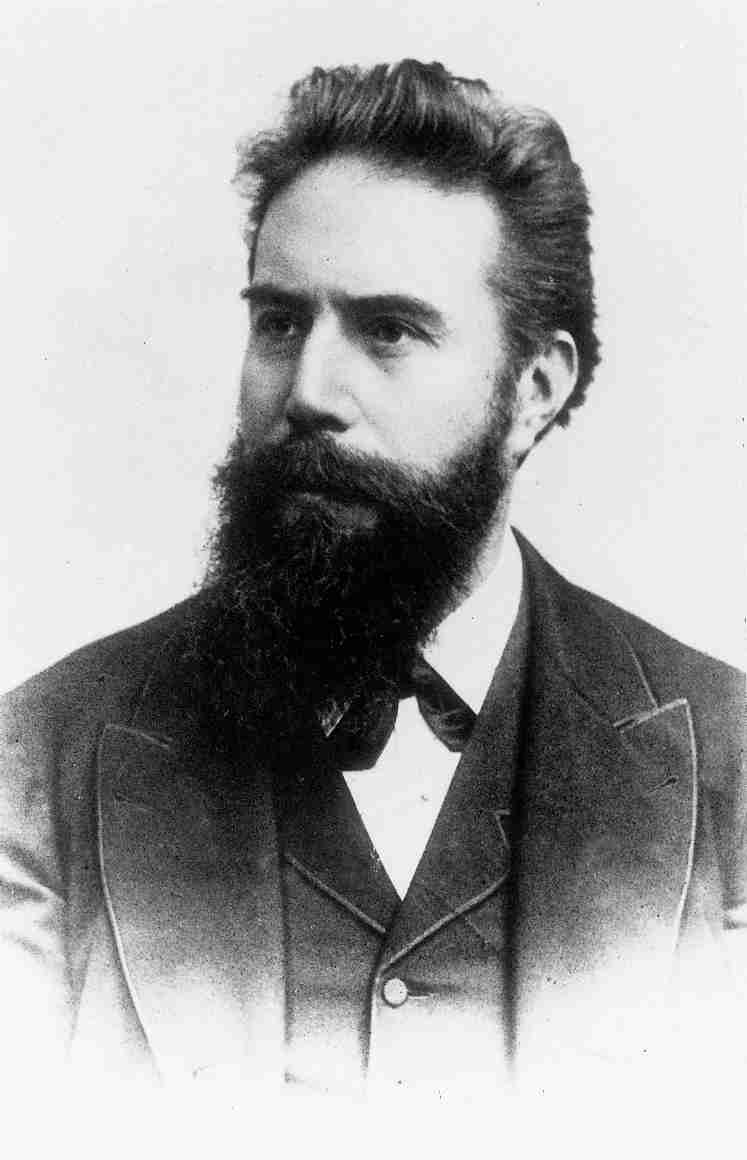
کنراد رونتگن نخستین برندهٔ جایزهٔ نوبل فیزیک بود.

جایزهٔ نوبل فیزیک (به سوئدی: Nobelpriset i fysik) یکی از پنج جایزه نوبل است که هر سال از سوی آکادمی سلطنتی علوم سوئد به دارندگان شرایط این رشته داده‌می‌شود. این جایزه معتبرترین جایزه‌ای است که به یک فیزیک‌دان داده می‌شود.
مراسم آن هر سال، ۱۰ دسامبر، در سالگرد درگذشت آلفرد نوبل، برگزار می‌شود. اهدای جوایز نوبل بر پایهٔ وصیت وی بوده‌است.

## برندگان جایزهٔ نوبل فیزیک
از سال ۱۹۰۱ تا سال ۲۰۱۱ به ۱۹۲ نفر جایزه داده شده‌است. تاکنون، شش بار کسی نتوانسته‌است آن را دریافت کند، و در برخی سال‌ها این جایزه به دو یا سه نفر داده شده‌است. بر اساس آمار تا سال ۲۰۱۱، دانشمندانی از ۲۱ کشور، جایزهٔ نوبل فیزیک گرفته‌اند، که کشورهای؛ آمریکا (۸۶ جایزه)، آلمان (۲۳ جایزه)، و انگلستان با (۲۲) جایزه، با اختلاف قابل‌توجهی نسبت به دیگر کشورها، به ترتیب در جایگاه اول تا سوم از نظر تعداد جوایز دریافت‌شده قرار دارند.
اولین جایزهٔ نوبل فیزیک در سال ۱۹۰۱ به ویلهلم رونتگن برای کشف اشعه ایکس داده‌شد. جوان‌ترین برندهٔ نوبل فیزیک، لارنس براگ است که در ۲۵ سالگی به همراه پدرش این جایزه را برای تحلیل ساختار بلوری مواد با به‌کارگیری پرتو ایکس دریافت کرد. کهن‌سال‌ترین برندهٔ نوبل فیزیک، ریموند دیویس است که در ۸۸ سالگی برای شناسایی نوترون‌های کیهانی، برنده این جایزه شد. جان باردین تنها فیزیکدانی است که دو بار (در سال‌های ۱۹۵۶ و ۱۹۷۲)، نوبل فیزیک گرفته‌است. از نکات جالب، پدر و پسرانی هستند که این جایزه را دریافت کرده‌اند و این رابطه خانوادگی تنها در رشتهٔ فیزیک دیده می‌شود. ویلیام براگ و پسرش لارنس براگ (سال ۱۹۱۵)، جوزف جان تامسون (سال ۱۹۰۶) و پسرش جورج پاگت تامسون (سال ۱۹۳۷)، مانه سیگبان (سال ۱۹۲۴) و پسرش کای سیگمان (سال ۱۹۸۱)، نیلز بوهر (سال ۱۹۲۲) و پسرش آگه بوهر (سال ۱۹۷۵)، پدران و پسران فیزیکدانی بوده‌اند که تاکنون جایزهٔ نوبل گرفته‌اند. تاکنون تنها سه زن فیزیکدان در میان برندگان جایزهٔ نوبل فیزیک بوده‌اند.
در آسیا تاکنون دانشمندانی از کشورهای ژاپن، هند، چین و پاکستان، این جایزه را دریافت کرده‌اند. در این قاره، نخستین بار، چاندراسکارا رامان از هند در سال ۱۹۳۰ نوبل فیزیک گرفت، و پس از آن هیدِکی یوکاوا از ژاپن در سال ۱۹۴۹ این جایزه را دریافت کرد. محمد عبدالسلام از پاکستان نیز در سال ۱۹۷۹، نوبل فیزیک گرفت. در میان کشورهای آسیایی، ژاپن با ۹ جایزه در ردهٔ نخست قرار دارد.